# Raï
El raï  (del árabe: راي [rāy] ‘opinión’) es un género musical argelino, iniciado a principio del siglo XX en los alrededores de Orán. Tiene similitud con otros géneros como el "mawal" en el que el cantante se dirige a su maestro y señor; o incluso con los "layali" en el que se dirige a la noche y al "ya 'ayn".

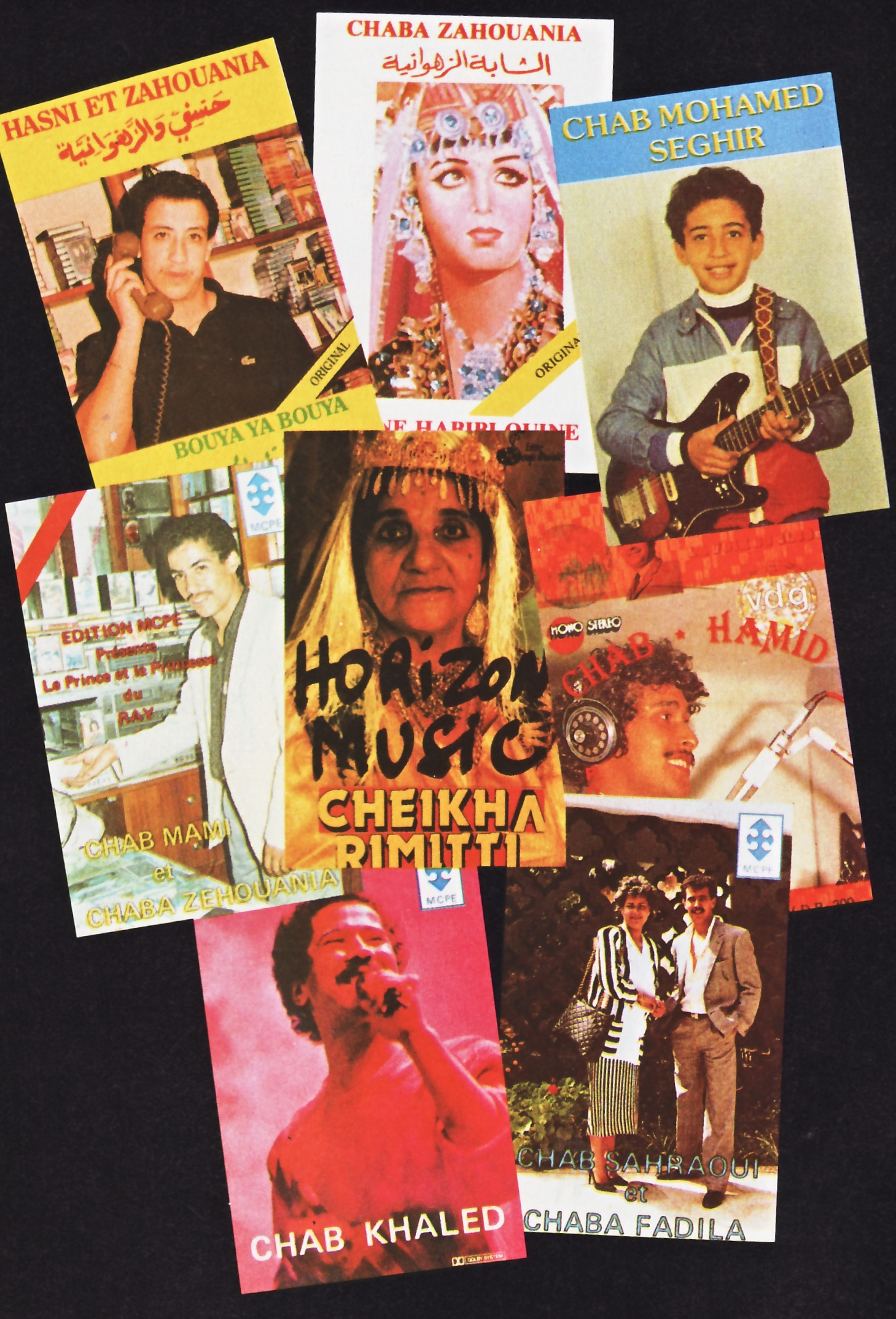
Portadas de álbumes de raï de los años 80

Este género mezcla instrumentos tradicionales, sintetizadores, batería electrónica y bajo, adaptando así al gusto actual las viejas melodías. El primer festival raï se celebra en Orán en 1985. Ante el entusiasmo de los jóvenes argelinos el gobierno reconoce oficialmente el raï como música nacional, una decisión calificada de intolerable por ciertos grupos islamistas, que llegarán incluso a asesinar a ciertos artistas del raï, como Cheb Hasni (1968-1994).

## Historia

### Etimología
El origen de la palabra raï ―que significa ‘opinión’, ‘parecer’ o ‘punto de vista’— se remontaría a los tiempos en que el sheik (maestro), poeta de la tradición melhoun, repartía sabiduría y consejos en forma de poesías cantadas en el dialecto local. Sin embargo, en el contexto de la protesta popular, el cantante se queja de sus propias desgracias. Sin querer acusar a nadie, se acusa a sí mismo. Para ser más exactos, se dirige a su propia facultad de discernimiento, a su raï que, cediendo a los sentimientos, le ha llevado a tomar las malas decisiones. El canto comienza así: Ya raï (‘¡Oh, discernimiento mío!’).

### Inicios
Desde los años veinte, los maestros del raï tradicional oranés como Cheikh Khaldi, Cheikh Hamada o Cheikha Remitti, representan la cultura beduina tradicional. Su repertorio es doble. El registro oficial celebra la religión, el amor y los valores morales en las fiestas de los santos de las tribus, las bodas o las circuncisiones. El registro irreverente (una escapatoria a los rigores de la moral islámica) está prohibido y se canta principalmente en los zocos y las tabernas. Bailarinas y músicos ambulantes hablan ahí del alcohol y los placeres humanos. Esta dos formas constituyen el origen del raï moderno.
En los años 1930, se canta el wahrani, adaptación del melhoun con acompañamiento de laúd árabe, acordeón, banjo o piano. Esta música se fusiona con otras influencias musicales árabes, así como españolas, francesas y latinoamericanas. Es así como hacia los años 1950, con Cheikha Remitti (Charak gataâ), esta música que, en un principio, reúne solo a unos cuantos cantantes, acaba por extenderse tras la independencia por toda Argelia. Los instrumentos tradicionales del raï (flauta, derbouka y bendir) se acomodan a la guitarra eléctrica y su pedal wah wah como en el caso de Mohammed Zargui o de la trompeta y del saxofón en el caso de Bellemou Messaoud.

### Popularización
A finales de los 1970, los sintetizadores y las cajas de ritmos hacen su aparición y el raï se impregna de los géneros rock, pop, funk, reggae y disco especialmente con Mohammed Maghni, pero también con Rachid Baba Ahmed y Fethi Baba Ahmed que desarrollan la producción de raï.
Solo a principios de los 1980 es cuando el raï va a catapultarse como música nacional con la llegada de nuevos cantantes, los Chebs («joven», femenino cheba): Cheb Hasni, Chaba Fadela (You Are Mine, 1988), Cheb Khaled (Kutche, 1989), Cheb Mami (Let Me Rai, 1990), Cheb Sahraoui, Cheba Zahouania, Cheb Kader (From Oran to Paris), Abdel Ali Slimani, Ahmed Saber, Hamid Bouchnak y sus hermanos, etc. Existen asimismo grupos como Raïna Raï (Hagda, Zina), muy popular en Argelia, que amplían la paleta de colores con otros géneros musicales.

### Internacionalización
Llegado a Francia a finales de los 80, el raï alcanza la popularidad en los 90. Los artistas más conocidos en Francia son Cheb Khaled (Didi es un tema que dio la vuelta al mundo), Rachid Taha (arreglo de Ya Rayah, música chaâbi de Dahmane El Harrachi) y Faudel (Tellement n'brick). Cheb Mami es conocido internacionalmente por su dúo con Sting.
Ante tal éxito, compositores de diferentes estilos se adhieren al movimiento. (Jean-Jacques Goldman compone Aïcha para Khaled) y muchas canciones se interpretan en francés. El raï aprovecha para mezclarse con otros estilos como el rap, el reggae, el rock, o la música techno. Un ejemplo de este mestizaje musical y cultural lo representan el grupo francoargelino Zebda (1985-2003) que, con un discurso comprometido socialmente y una mezcla de raï, rock, reggae y música tradicional francesa, entre otras, tuvieron un impresionante éxito comercial. A mediados de 2004 surge una nueva ola musical que conjuga raï y rhythm and blues, gracias a la compilación Raï'n'B fever que reunió grandes nombres de los dos géneros musicales.
Desde 2001, en Francia, el Consejo Superior del Audiovisual CSA ha reconocido el raï como género musical de pleno derecho adjudicándole dos frecuencias de radio FM en la región parisina: 94.6 MHz y 91.5 MHz. Ambas emiten las 24 h.